# Hébert Roux
Pour les articles homonymes, voir Roux.
Hébert Roux, né le 16 mai 1902 à Montauban et mort le 23 juillet 1980 à Coulommiers (Seine-et-Marne), est un pasteur protestant de l'Église réformée de France engagé dans l'œcuménisme. Il a été l'un des membres non catholiques au concile Vatican II,  représentant de Alliance presbytérienne mondiale puis de la Fédération protestante de France.

## Biographie
Il obtient une licence en lettre puis en théologie. En 1928 il est nommé pasteur à Crest (Drôme). Il est exerce ensuite à Die puis à Bordeaux. Il participe à la réunification des églises réformées au sein de l'Église réformée de France, conclue en 1938. Entre 1952 et 1962 il est pasteur au temple du Saint-Esprit de Paris. 
En 1948 il est délégué à la première rencontre du conseil œcuménique des Églises à Amsterdam. Il participe aux rencontres du Groupe des Dombes,.
En 1962 il représente l'Alliance presbytérienne mondiale au IIe concile œcuménique du Vatican pendant deux sessions, puis est y est délégué de la Fédération protestante de France. Il est assisté de M. Douglas W.D. Shaw, de l'Église d'Écosse, et de James H. Nichols, de l'Église presbytérienne unie aux États-Unis, professeur de théologie à l'université de Standford,,.
En 1971 il devient président de la commission de la Fédération protestante de France pour les relations avec l'Église catholique. Il coprésident du Comité mixte catholiques-protestants créé en 1967, réunissant six représentants de l'Église catholique (dont deux évêques) et six réformés ou luthériens. Il est délégué à la commission exécutive de la Fédération universelle des associations chrétiennes d'étudiants.

## Publications
- L'Évangile du Royaume, commentaires de saint Matthieu, 1942
- Pour une doctrine biblique de la Vierge Marie, 1951
- Détresse et promesse de Vatican II, Le Seuil, 1967
- De la désunion vers la communion, édit. du Centurion, 1978